# Dai Dower
Dai Dower (* 20. Juni 1933 in Abercynon, Wales; † 1. August 2016 in Bournemouth) war ein britischer Boxer. Er war Europameister der Berufsboxer im Fliegengewicht.

## Werdegang

### Laufbahn als Amateurboxer
Die Erfolge von Dai Dower als Amateurboxer beschränken sich im Wesentlichen auf das Jahr 1952. Im Februar dieses Jahres machte der walisische Newcomer erstmals nachhaltig auf sich aufmerksam, als er in Cardiff in einem Vergleichskampf Wales gegen eine britische Armeeauswahl im Bantamgewicht Punktsieger über Malcolm Grant wurde. im April 1952 wurde er britischer Meister (ABA-Champion) im Fliegengewicht mit einem Punktsieg im Finale über Gerald John. Einen Monat später besiegte Dai Dower Gerald John in Cardiff bei einem Vergleichskampf Wales gegen England wiederum nach Punkten.
Er wurde daraufhin in die Mannschaft von Großbritannien berufen, die bei den Olympischen Spielen 1952 in Helsinki an den Start ging. Er kam dort im Fliegengewicht zu Punktsiegen über Abdelamid Boutefnouchet, Frankreich (3:0 Richterstimmen) und Leslie Donovan Handunge, Ceylon (3:0). Im Viertelfinale traf er dann auf den sowjetischen Meister Anatoli Nikolajewitsch Bulakow, gegen den er knapp nach Punkten verlor (1:2 Richterstimmen). Er belegte damit den 5. Platz.
Im November 1952 vertrat er Großbritannien in London in einem Länderkampf gegen Spanien und besiegte dabei im Fliegengewicht Jose Ogazon nach Punkten.

### Laufbahn als Berufsboxer
Zu Beginn des Jahres 1953 wurde Dai Dower Berufsboxer. Seinen ersten Kampf bestritt er am 16. Februar 1953 in Cardiff und gewann dabei im Fliegengewicht über John Vernon durch Techn. K. o. in der 4. Runde. Nach diesem Kampf blieb er in weiteren 26 Kämpfen in Folge siegreich. Am 23. März 1953 besiegte er in Kensington, UK, den Ex-Europameister im Fliegengewicht, seinen Landsmann Terry Allen (Boxer) durch K. o. in der 2. Runde. Ein weiterer bemerkenswerter Sieg gelang ihm am 19. Juli 1954, als er in Cardiff den belgischen Fliegengewichtsmeister Emile Delplanque durch Disqualifikation in der 4. Runde besiegte. 
Am 19. Oktober 1954 gewann er mit einem Punktsieg nach 15 Runden über Jake Tuli aus Südafrika den Commonwealth-(Britisch Empire)-Titel im Fliegengewicht. Das war sein erster Titelgewinn als Profiboxer. Am 10. Januar 1955 schlug Dai Dower in Cardiff den deutschen Meister Willibald Koch in der 3. Runde K. o. und am 8. Februar 1955 verteidigte er in Harringay, UK, mit einem Punktsieg nach 15 Runden über den Engländer Eric Marsden den Commonwealth-(Britisch Empire)-Titel im Fliegengewicht und gewann mit diesem Sieg zusätzlich den vakanten britischen Meistertitel im Fliegengewicht. Am 8. März 1955 gewann Dai Dower in Kensington mit einem Punktsieg über den Italiener Giannelli Nazzareno auch den EBU-Europameistertitel im Fliegengewicht.
Am 3. Oktober 1955 verteidigte Dai Dower in Nottingham, UK, seinen EBU-Europameistertitel gegen den Spanier Young Martin. Young Martin erwies sich als körperlich sehr starker Boxer, gegen den Dai Dower zwar lange Widerstand leistete, letztlich aber der überlegenen Physis von Martin nichts mehr entgegensetzen konnte. Young Martin siegte in der 12. Runde durch K. o. und wurde damit neuer Europameister. Von dieser Niederlage gut erholt, verteidigte Dai Dower am 6. Dezember 1955 in Harringay, UK, den Commonwealth-(British Empire)-Titel gegen Jake Tuli mit einem Punktsieg nach 15 Runden erfolgreich. Danach siegte er 1956 in weiteren fünf Kämpfen. In diesem Jahr musste er auch seinen Militärdienst in der britischen Armee ableisten. Er erhielt dann aber ein Angebot, am 30. März 1957 in Buenos Aires gegen den Argentinier Pascual Pérez um den Weltmeistertitel im Fliegengewicht zu boxen. Er durfte daraufhin den Militärdienst unterbrechen, um sich auf diesen Kampf optimal vorbereiten zu können. Am 30. März 1957 zeigte sich Pasual Perez Dai Dower hoch überlegen und schlug diesen schon in der 1. Runde K. o.
Nach dieser Niederlage kämpfte Dai Dower nur noch zweimal. Am 16. Januar 1958 schlug er in Birmingham, UK, den Engländer Eric Brett nach Punkten und am 28. Oktober 1958 verlor er gegen den Kanadier Pat Supple nach Punkten. Danach beendete er seine Profilaufbahn als Boxer.
Er trat wieder in die britische Armee ein und beendete die vorgeschriebene Militärdienstzeit. Danach war er viele Jahre lang als Sportlehrer an Schulen bzw. an der Universität von Bournemouth tätig. 
Erläuterungen
- Linksausleger = Führhand ist die linke und Schlaghand die rechte Hand
- EBU = Europäische Box-Union
- Fliegengewicht, Gewichtsklasse bis 51 kg Körpergewicht (Amateurbereich)
- UK = United Kingdom (Vereinigtes Königreich)